# Pikétnoie
Pikétnoie (en rus: Пикетное) és un poble de l'óblast d'Omsk, a Rússia, que en el cens del 2010 tenia 819 habitants. Pertany al districte rural de Mariànovka.